# Flower (組合)
Flower是日本的女子舞蹈及歌唱組合，是經紀公司LDH旗下藝人，唱片公司是Sony Music Associated Records。組合於2011年以九人女子組合出道，其後有四位成員陸續離開組合，並於2019年宣布解散。

## 簡歷

### 2010年
- 4月1日，藝能事務所LDH在EXILE旗下的舞蹈學校EXPG選出4名成員，分別為水野繪梨奈、藤井萩花、中島美央及重留真波組成組合，並在EXILE的演唱會擔任支援成員而開始活動。

### 2011年
- 4月24日，「E-Girls SHOW」開始舉辦成員開始兼任E-girls活動[1]。
- 7月26日，在SHIBUYA-AX舉行的「E-Girls SHOW」上，正式發表FLOWER的新成員，新成員是由2月5日開始舉辦的『EXILE Presents VOCAL BATTLE AUDITION 3 ～For Girls～』，在大約3萬人的報名者其中有5名合格者，分別為主唱部門的鷲尾伶菜、武藤千春、市來杏香，以及是舞蹈部門的坂東希和佐藤晴美，自此FLOWER變成了歌唱及舞蹈組合，並開始以新體制9人開始活動[2][3]。
- 10月12日，Flower以試鏡會的課題曲「Still」作為出道曲。

### 2013年
- 團名「FLOWER」更改為「Flower」。
- 7月2日，開始武者修行「Happiness vs Flower」對決企劃共5場勝負，8月7日和Happiness同日發行單曲，8月11日3勝2敗Flower贏得最終勝利[4][5]。
- 10月18日，水野發表了因專注女演員事業而從Flower中退出[6]，
- 12月25日，在6th單曲『白雪公主』發售紀念活動上發表重留代替水野成為新任隊長[7]。

### 2014年
- 1月22日，Flower發行首張同名專輯『Flower』。
- 10月12日，武藤千春發表因海外留學而從Flower及E-girls中退出[8][9]。
- 11月13日，武藤千春在8th單曲『秋風的回應』發售紀念活動上正式退出Flower[10]。

### 2015年
- 2月14日，在E-girls『E-girls LIVE TOUR 2015 "COLORFUL WORLD"福岡場』，發表首次單獨全國巡迴演唱會『Flower LIVE TOUR 2015 “花時計”』[11]。
- 3月13日，Flower首次出演『Music Station』[12]。
- 6月5日~7月10日，Flower展開首次單獨全國巡迴演唱會『Flower LIVE TOUR 2015 “花時計”』，共9場公演[13]。
- 10月7日，市來杏香宣布從Flower及E-girls中退出同時離開演藝圈，未來回歸普通人生活[14]。

### 2016年
- 8月11日，在E-girls『E-girls LIVE TOUR 2016 "E. G. SMILE" 最終場』，發表第2次全國巡迴演唱會『Flower Theater 2016～THIS IS Flower～』並公開第一張精選專輯『THIS IS Flower THIS IS BEST』內容[15]。
- 9月14日，Flower發行了第一張精選專輯『THIS IS Flower THIS IS BEST』，也讓Flower在Oricon公信榜專輯每周銷量排行榜上取得了出道以來首次第1位[16][17]。
- 10月20日，開始第2次全國巡迴演唱會『Flower Theater 2016～THIS IS Flower～』。

### 2017年
- 1月16日，在東京舉行追加公演『Flower Theater 2016 ～THIS IS Flower～ THE FINAL』，結束第2次全國巡迴演唱會，共22場公演[18][19]。
- 6月3日，前往泰國曼谷參與由WebTVAsia主辦的『VIRAL FEST ASIA 2017』，在雨中完成首次海外表演[20]。
- 6月5日，E-girls宣布改制，7月16日，E-girls『E-girls LIVE 2017 ～E.G.EVOLUTION～』上正式改制，藤井萩花、重留真波、中島美央退出E-girls，不再兼任E-girls活動[21]。
- 8月23日，發行15th單曲『太陽的哀悼歌』，讓Flower在Oricon公信榜單曲每周銷量排行榜上取得了出道以來首次第1位[22][23]。
- 10月23日，藤井萩花宣佈因頸椎椎間突出暫時停止Flower的活動休養[24]。
- 12月31日，藤井萩花宣佈因健康問題而從Flower及ShuuKaRen引退，暫時離開演藝圈[25]。

### 2019年
- 9月20日，宣布將於當月團體解散，且同時團員中島美央將從演藝界引退，其餘人員繼續藝能活動[26]。

## 成員
| 姓名       | 出生日期       | 出生地點 | 擔當         | 備註                                   |
| ---------- | -------------- | -------- | ------------ | -------------------------------------- |
| 重留真波   | 1994年12月11日 | 宮崎縣   | 隊長、表演者 | 不適用                                 |
| 中島美央   | 1993年11月23日 | 大阪府   | 表演者       | 不適用                                 |
| 鷲尾伶菜   | 1994年1月20日  | 佐賀縣   | 主唱、表演者 | 兼任E-girls活動                        |
| 坂東希     | 1997年9月4日   | 東京都   | 表演者       | 兼任E-girls活動                        |
| 佐藤晴美   | 1995年6月8日   | 山形縣   | 表演者       | 兼任E-girls活動                        |
| 退出成員   |                |          |              |                                        |
| 水野繪梨奈 | 1993年2月8日   | 東京都   | 隊長、表演者 | 2013年10月18日因專注女演員工作而退出   |
| 武藤千春   | 1995年4月3日   | 東京都   | 主唱、表演者 | 2014年10月12日因到海外留學而退出       |
| 市來杏香   | 1997年1月4日   | 福岡縣   | 主唱、表演者 | 2015年10月7日因畢業並退出演藝圈        |
| 藤井萩花   | 1994年10月14日 | 大阪府   | 表演者       | 2017年12月31日宣佈因頸椎椎間突出而引退 |

## 音樂作品

### 單曲
| 單曲# | 發售日期       | 單曲名稱                               | 最高位置 |
| ----- | -------------- | -------------------------------------- | -------- |
| 1st   | 2011年10月12日 | Still                                  | 5位      |
| 2nd   | 2012年2月29日  | SAKURA後悔                             | 12位     |
| 3rd   | 2012年8月22日  | forget-me-not 〜勿忘我〜               | 13位     |
| 4th   | 2012年11月28日 | 戀人是聖誕老人                         | 10位     |
| 5th   | 2013年8月7日   | 太陽和向日葵                           | 5位      |
| 6th   | 2013年12月25日 | 白雪公主                               | 3位      |
| 7th   | 2014年6月11日  | 熱帶魚的淚                             | 3位      |
| 8th   | 2014年11月12日 | 秋風的回應                             | 4位      |
| 9th   | 2015年2月18日  | 再見、愛麗絲 / TOMORROW ～幸福的法則～ | 7位      |
| 10th  | 2015年4月29日  | Blue Sky Blue                          | 6位      |
| 11th  | 2015年12月16日 | 瞳孔深處的銀河                         | 2位      |
| 12th  | 2016年6月1日   | 溫柔滿溢                               | 2位      |
| 13th  | 2017年1月11日  | Monochrome / Colorful                  | 2位      |
| 14th  | 2017年4月26日  | MOON JELLYFISH                         | 6位      |
| 15th  | 2017年8月23日  | 太陽的哀悼歌                           | 1位      |

### 數位單曲
- 紅のドレス（2019年1月23日）

### 專輯
| 專輯# | 發售日期      | 專輯名稱 | 最高位置 |
| ----- | ------------- | -------- | -------- |
| 1st   | 2014年1月22日 | Flower   | 3位      |
| 2nd   | 2015年3月4日  | 花時計   | 2位      |
| 3rd   | 2019年3月27日 | F        | 6位      |

### 精選專輯
| 專輯# | 發售日期      | 專輯名稱                    | 最高位置 |
| ----- | ------------- | --------------------------- | -------- |
| 1st   | 2016年9月14日 | THIS IS Flower THIS IS BEST | 1位      |

### 参加作品
| 發售日期      | 歌曲     | 收錄於                                                                           |
| ------------- | -------- | -------------------------------------------------------------------------------- |
| 2013年10月2日 | 初戀     | E-girls《滿懷歉意的Kissing You》                                                 |
| 2014年3月26日 | 何度でも | DREAMS COME TRUE《私とドリカム -DREAMS COME TRUE 25th ANNIVERSARY BEST COVERS-》 |

## 音樂合作
| 歌曲                       | 音樂合作                                                                              | 収録作品                                          |
| -------------------------- | ------------------------------------------------------------------------------------- | ------------------------------------------------- |
| be with you                | マイナビ「JOL」CM歌曲                                                                 | 2nd單曲「SAKURA後悔」                             |
| SAKURA後悔                 | CTC系「MUSIC FOCUS」2012年3月度結尾曲                                                 | 2nd單曲「SAKURA後悔」                             |
| SAKURA後悔                 | TBS系「ひるおび!」2012年3月度結尾曲                                                   | 2nd單曲「SAKURA後悔」                             |
| forget-me-not 〜勿忘我〜   | MBS・TBS系「機動戰士鋼彈AGE」三世代編結尾曲                                           | 3rd單曲「forget-me-not 〜勿忘我〜」               |
| YOUR GRAVITY               | 日本電視台系「GURU GURU 99」2012年7月 - 9月度結尾曲                                   | 3rd單曲「forget-me-not 〜勿忘我〜」               |
| 初恋                       | Samantha Thavasa「Samantha×カワイイ×Art」CM歌曲                                       | E-girls 6th單曲「滿懷歉意的Kissing You」          |
| 初恋                       | 朝日電視台系『musicる TV』2013年10月度結尾曲                                          | E-girls 6th單曲「滿懷歉意的Kissing You」          |
| 白雪公主                   | NOTTVドラマ『僕らはみんな死んでいる♪』主題歌                                          | 6th單曲「白雪公主」                               |
| COLOR ME UP!               | OPA「Oh! Bargain」CM歌曲                                                              | 6th單曲「白雪公主」                               |
| 熱帶魚的淚                 | 日本電視台『スッキリ!!』2014年5月度結尾曲                                             | 7th單曲「熱帶魚的淚」                             |
| Flower Garden              | 「第二回全國中學Rhythm Dance Interaction Competition」規定曲                          | 8th單曲「秋風的回應」                             |
| 秋風的回應                 | 讀賣電視台・日本電視台系ドラマ『ビンタ!〜弁護士事務員ミノワが愛で解決します〜』主題歌 | 8th單曲「秋風的回應」                             |
| TOMORROW ～幸福的法則～    | 映画『ANNIE/アニー』日本語吹替版主題歌                                                | 9th單曲「再見、愛麗絲 / TOMORROW ～幸福的法則～」 |
| 再見、愛麗絲               | 日本電視台系『スッキリ!!』2015年2月度結尾曲                                           | 9th單曲「再見、愛麗絲 / TOMORROW ～幸福的法則～」 |
| Blue Sky Blue              | KOSE「ファシオ E-girls 実証ライブ篇」CM曲                                             | 10th單曲「Blue Sky Blue」                         |
| Clover                     | リクルート「リクナビ進学」CM曲                                                        | 10th單曲「Blue Sky Blue」                         |
| 瞳孔深處的銀河             | 讀賣電視台・日本電視台系『金田一少年事件簿R』結尾曲                                   | 11th單曲「瞳孔深處的銀河」                        |
| 溫柔滿溢                   | 電影『植物圖鑑』主題歌                                                                | 12th單曲「溫柔滿溢」                              |
| 只因經歷比他人更悲傷的戀愛 | 日本電視台系『スッキリ!!』2016年9月度結尾曲                                           | 精選專輯『THIS IS Flower THIS IS BEST』           |
| 太陽的哀悼歌               | MBS系『將國戡亂記』結尾曲                                                             | 15th單曲「太陽的哀悼歌」                          |

## 演唱會
- 6月5日：北海道·Zepp Sapporo
- 6月18日、19日：福岡·Zepp Fukuoka
- 6月25日、26日：東京·Zepp Tokyo
- 7月2日、3日：大阪·Zepp Namba
- 7月9日、10日：愛知·Zepp Nagoya

- 10月21日：福岡·舊九州厚生年金會館
- 10月23日：廣島·文化学園HBG大廳
- 10月25日：兵庫·神戸國際會館國際音樂廳
- 10月27日：宮崎·宮崎市民文化大廳
- 10月30日：千葉·市川市文化會館大廳
- 11月2日：岩手·奥州市文化會館Z廳
- 11月3日：青森·八戸市公會堂
- 11月9日：福岡·福岡太陽宮
- 11月11日：三重·三重縣文化會館大廳
- 11月15日：石川·本多之森大廳
- 11月21日：東京·東京國際論壇 A廳
- 11月23日：福島·磐城藝術表演劇場大廳
- 11月25日：宮城·仙台太陽廣場
- 11月30日：大阪·ORIX劇場
- 12月2日：愛媛·松山市綜合交流中心大廳
- 12月9日：靜岡·靜岡市民文化會館大廳
- 12月11日：奈良·奈良100年會館大廳
- 12月12日：和歌山·和歌山縣民文化會館大廳
- 12月16日：愛知·名古屋國際會議場世紀大廳
- 12月18日：北海道·NITORI文化廳
- 12月21日：神奈川·太平洋横濱國立大廳

Flower Theater 2016 〜THIS IS Flower〜 THE FINAL
- 2017年1月16日：東京・東京國際論壇A廳

## 出演

### 電視
- 週刊EXILE（2011年1月 - 、TBS）
- E-Girlsが! モンクの叫び（2011年10月 - 2012年9月、TBS）

### CM
- マイナビ「JOL」（2012年）水野・藤井・鷲尾・佐藤

### PV
- EXILE「24karats STAY GOLD (KIDS & GIRLS Version)」（2011年）
- EXILE「Rising Sun」（2011年）

### 廣播
- FM OSAKA E-tracks Selection「FLOWERのつぼみ」（2012年7月 - 、FM OSAKA）

## 外部連結
- 官方网站 （日語）
- 所屬經紀公司LDH （日語）
- Flower的X（前Twitter） （日語）
- YouTube上的Flower頻道 （日語）